# Hoàng Thị Minh Hồng
Hoàng Thị Minh Hồng (geb. 5. Oktober 1972 in Hanoi) ist eine vietnamesische Umweltschutzaktivistin. 2023 wurde sie wegen eines angeblichen Steuervergehens in einem Justizverfahren, das vom UN-Menschenrechtsrat, Menschenrechtsorganisation und Vertretern westlicher Staaten als politisch motiviert scharf kritisiert wurde, zu einer Haftstrafe verurteilt.

## Aktivitäten
Hoàng Thị Minh Hồng kam 1972 in Hanoi zur Welt. Sie absolvierte ihr Studium an der dortigen VNU University of Languages and International Studies.
Hồng arbeitete von 2002 bis 2009 für den World Wildlife Fund. 2013 gründete sie die Umweltorganisation CHANGE (Centre of Hands-on Actions and Networking for Growth and Environment). Die Non-Profit-Organisation hatte das Ziel, das Bewusstsein für Umweltbelange zu schärfen, die Gemeinschaft zum Schutz der Natur, der Umwelt und der Wildtiere zu inspirieren, den Klimawandel in Vietnam zu bekämpfen und eine nachhaltige Entwicklung zu fördern. Hồng beschloss 2022, die Organisation aufzulösen, weil ab 2021 mehrere Umweltaktivisten verhaftet wurden. Im Jahr 2023 gründete sie eine Umweltberatungsfirma namens CHOICE.
1997 war Minh Hồng der erste vietnamesische Mensch, der die Antarktis betrat. Vietnam gehört zu den Ländern, die am meisten aufgrund des Klimawandels vom Anstieg des Meeresspiegels bedroht sind, am stärksten in den Großräumen Hanoi und Ho-Chi-Minh-Stadt. Minh Hong plädierte deshalb für eine globale Sicht auf die Umweltprobleme. Da im Jahr 2041 die Änderung des Umweltschutzprotokolls des Antarktis-Vertrags ansteht, nannt sich ihre Platform Organisation 2041. Ihr Ziel ist, die Bedeutung des Antarktisvertrags breit zu propagieren und auf seinen Schutz zu dringen, damit der größte dem Zugriff des Menschen noch weitgehend entzogene Kontinent der Erde dauerhaft geschützt bleibt. 2018 schrieb der ehemalige U.S.-Präsident Barack Obama, dass Hồng einer der jungen Menschen sei, die ihn in diesem Jahr inspiriert hätten.

## Verurteilung wegen Steuerhinterziehung
Im Oktober 2022 wurden die vier Umweltaktivisten Mai Phan Lợi, Đặng Đình Bách, Ngụy Thị Khanh und Bạch Hùng Dương wegen angeblicher Steuerhinterziehung verhaftet. Hồng kündigte daraufhin die Auflösung der Organisation Change nach zehnjähriger Tätigkeit an. Im Juni 2023 wurde auch sie unter dem Vorwurf der Steuerhinterziehung festgenommen.
Ben Swanton, Co-Direktor von Project 88, das sich für die Menschenrechte in Vietnam einsetzt, sagte, dass Hồng unmittelbar nach der Verhaftung der vier Umweltaktivisten wegen Steuerhinterziehung in den Jahren 2021–2022 die städtische Steuerbehörde um eine offizielle Entscheidung über den Steuerstatus der Organisation Change gebeten habe. Die Steuerbehörde habe bestätigt, so Swanton, dass Change steuerbefreit sei. Die Vorwürfe der Polizei gegen Hồng wegen Steuerhinterziehung seien offensichtlich ohne Grundlage.
Am 28. September 2023 wurde Hồng vor dem Volksgericht von Ho-Chi-Minh-Stadt angeklagt und für schuldig befunden, rund 265.000 € an Steuern hinterzogen zu haben. Sie wurde zu einer Geldstrafe von 100 Millionen đồng (etwa 4.000 €) und zu drei Jahren Gefängnis verurteilt.

## Reaktionen auf das Urteil
Das Büro des Hohen Kommissars der Vereinten Nationen für Menschenrechte stellte fest, dass die Verhaftungen von Umweltaktivisten Teil eines umfassenderen Trends der vietnamesischen Regierung zur Unterdrückung der Meinungsfreiheit seien. Im Juli 2023 schrieben die UN-Sonderberichterstatterin zur Lage von Menschenrechtsverteidigern Mary Lawlor und andere UN-Experten an die vietnamesische Regierung; als diese nach 60 Tagen nicht auf den Brief reagiert hatte, machte Lawlor den Vorgang öffentlich.
Mehrere ausländische Regierungen erklärten, dass die Just Energy Transition Partnership [internationale Finanzierung für den Ausstieg aus der Kohleverstromung in Vietnam] die Beteiligung von Aktivisten der Zivilgesellschaft erfordere. Das US-Außenministerium drückte im Juni 2023 die Besorgnis über die Inhaftierung von Führungskräften und Mitarbeitern der Organisation CHANGE namentlich ihrer Gründerin Hoàng Thị Minh Hồng aus. Im selben Monat forderte auch das britische Außenministerium die vietnamesische Regierung auf, die Menschenrechte, einschließlich der Meinungs- und Vereinigungsfreiheit, zu achten.
Human Rights Watch (HRW) beschuldigte die vietnamesischen Behörden, ein vage formuliertes Steuergesetz als Waffe zu benutzen, um führende Umweltschützer zu bestrafen, die die regierende Kommunistische Partei offensichtlich als Bedrohung für ihre Macht ansehe.
Im Juni 2023 veröffentlichten fünfundsechzig Menschenrechts- und Umweltorganisationen einen offenen Brief an den ehemaligen US-Präsidenten Barack Obama, in dem sie ihn aufforderten, die vietnamesische Regierung öffentlich aufzufordern, Hồng bedingungslos freizulassen. Ihre Verhaftung sei eine in einer Reihe von politisch motivierten Verfolgungen, die falsche Anschuldigungen nutzten, um Klimaschutzaktivitäten zu kriminalisieren.
Im September 2024 wurde Minh Hông zwei Jahre vor Ablauf der Strafe aus der Haft entlassen.

## Auszeichnungen
- 1997: UNESCO Young Envoy
- 2015: Ernennung zur environmental hero durch Climate Heroes[8][4]
- 2018: Obama Foundation scholarship an der Columbia University[25]
- 2019: Nennung als eine der 50 most influential women in Vietnam durch das Forbes-Magazine[26]
- 2019: Ehrung als Green Warrior of the Year bei den Elle Style Awards[27]
- 2019: Inspirational Ambassador award bei den WeChoice Awards[28]